# Copestylum pertinax
Copestylum pertinax är en tvåvingeart som först beskrevs av Hull 1950.  Copestylum pertinax ingår i släktet Copestylum och familjen blomflugor.
Artens utbredningsområde är Peru. Inga underarter finns listade i Catalogue of Life.